# Ranczo złoczyńców
Ranczo złoczyńców (Rancho Notorious) − amerykański western z 1952 roku.

## O filmie
Ranczo złoczyńców to trzeci western w dorobku Fritza Langa - jego akcja rozgrywa się w Stanach Zjednoczonych, w stanie Wyoming. Oryginalnie reżyser planował zatytułować film Chuck-a-Luck, co spowodowało konflikt pomiędzy nim a szefem studia RKO Pictures, Howardem Hughesem. Pod naciskiem Hughesa tytuł zmieniono na Rancho Notorious. Napięte stosunki panowały także między Langiem a Dietrich. Autokratyczny reżyser sprzeczał się z Marleną o to, w jaki sposób ma być oświetlana i filmowana. Sytuacja między nimi wyglądała tak źle, że nie rozmawiali z sobą, gdy zdjęcia dobiegały już końca.
Film nawiązuje do innego westernu w filmografii Marleny Dietrich, Destry znowu w siodle z 1939 roku. Obraz okazał się sukcesem, a rola Marleny jest uważana za jedną z jej najlepszych powojennych kreacji.

## Obsada
- Marlene Dietrich jako Altar Keane
- Arthur Kennedy jako Vern Haskell
- Mel Ferrer jako Frenchy Fairmont
- Gloria Henry jako Beth Forbes
- William Frawley jako Baldy Gunder
- Lisa Ferraday jako Maxine
- Jack Elam jako Mort Geary
- George Reeves jako Wilson
- Frank Ferguson jako kaznodzieja
- Francis McDonald jako Harbin
- Lloyd Gough jako Kinch

## Oceny
| Źródło             | Ocena     |
| ------------------ | --------- |
| AllMovie           | [ 6 ]     |
| Home Cinema        | [ 7 ]     |
| The New York Times | negatywna |
| Variety            | pozytywna |
| Rotten Tomatoes    | 100%      |